# Le Voyage d'Urien
Le Voyage d'Urien est un récit d'André Gide publié en mai 1893 par la Librairie de l'Art indépendant. Il est, dès sa première édition, illustré de lithographies spécialement réalisées par Maurice Denis, qui en est alors le coauteur.

## Composition de l'œuvre
Le titre de travail du récit était Voyage au Spietzberg,. À la demande d'André Gide, Edmond Bailly, directeur de la Librairie de l'Art indépendant, prend contact avec le peintre Maurice Denis en juillet 1892 pour que ce dernier illustre le récit.

## Éditions
- Librairie de l'Art indépendant, 1893. Accompagné de trente lithographies en couleurs de Maurice Denis. Impression Ancourt.
- Mercure de France, 1896. Suivi de Paludes.
- Émile-Paul Frères, 1919.
- Éditions Gallimard, 1958.
- Œuvres complètes d'André Gide tome I, Bibliothèque de la Pléiade, éditions Gallimard, 2009  (ISBN 978-2-07-011779-6).